# Professionnalisation
La professionnalisation est l'évolution d'une d'activité, d'un métier ou type de tâche en une véritable profession qui promet des compétences plus élevées, des garanties de fiabilité voire une déontologie particulière. Elle tend à faire entrer dans le salariat une activité informelle ou à faire monter en gamme le service offert par telle profession et relever d'autant le revenu de ceux qui l'exercent.
La professionnalisation est souvent intentionnelle et vise à une meilleure reconnaissance d'un métier, à constituer une profession.
Cela passe notamment par le fait qu'une profession institutionnalise une formation initiale pour y accéder, qu'elle réglemente son accès qui par un diplôme qui n'était pas exigé auparavant, ou qu'elle élève le niveau de qualification exigé pour l'exercer.
Certaines occupations ne sont que partiellement professionnalisées comme celles de bibliothécaire, divers services à la personne (aide aux personnes âgées, garde d'enfant, soutien scolaire) l'encadrement sportif, etc.
La professionnalisation tend à établir une démarcation entre des professionnels qualifiés et des pratiquants amateurs ; son aboutissement est l'établissement d'une profession réglementée.

## Critiques
Les critiques de la professionnalisation sont qu'elle peut réduire les possibilités pour les salariés de progresser dans leur emploi ou à des amateurs de passer à une activité rémunérée, dans les deux cas en faisant valoir ou en utilisant leur apprentissage informel ou « sur le tas ». Ce qui peut contribuer à l'inflation des diplômes ou à renforcer l'effet insiders-outsiders. Ces critiques sont analogues à celles qui visent le corporatisme. La professionnalisation tend à réduire le champ des services non marchands et du bénévolat.

## Personnel politique
La professionnalisation du personnel politique est la transition qui conduit les élus à vivre durablement et principalement de leurs mandats plutôt que de les exercer temporairement ou de s'appuyer principalement sur d'autres ressources financières : carrière professionnelle dans un autre domaine ou fortune héritée.